# Vladovce
Vladovce (cyr. Владовце) – wieś w Serbii, w okręgu pczyńskim, w gminie Trgovište. W 2011 roku liczyła 42 mieszkańców.